# Tragopan melanocephalus
El tragopán occidental, tragopán dorsigrís o tragopán de cabeza negra (Tragopan melanocephalus) es una especie de ave galliforme de la familia Phasianidae presente en los Himalayas de Pakistán y la India. No se conocen subespecies. En la India se lo considera el ave estatal de Himachal Pradesh.